# Théo Lefèvre
Pour les articles homonymes, voir Lefèvre.
Théo Lefèvre, de son vrai nom Théodore Joseph Alberic Marie Lefèvre, né le 17 janvier 1914 à Gand (Flandre) et mort le 18 septembre 1973 à Woluwe-Saint-Lambert (Bruxelles-Capitale), est un homme politique belge.
Il est Premier ministre du royaume de Belgique de 1961 à 1965, sous le règne de Baudouin.

## Biographie

### Généalogie
La famille Lefèvre descend de la dynastie des Castelain, anoblie par Joseph II. Théo Lefèvre est né dans un milieu bourgeois. Son père, Étienne Lefèvre, est né à Menin où il fait une partie de ses études. Il est ensuite à Namur à la faculté Notre-Dame et à Louvain. C’est un avocat à la cour d’appel de Gand et un démocrate-chrétien francophone actif dans le Parti catholique. Ce dernier est connu auprès de la bourgeoisie gantoise catholique. Il se marie à Maria Rogman en 1911. Cette dernière est la fille d’un oculiste et elle est originaire de Saint Nicolas-Waes. Ensemble ils ont trois enfants dont Théo et deux autres garçons. Théo évoque souvent le souvenir de ses parents à différents moments de sa vie et dans diverses circonstances. Il doit à son père la responsabilité et le sentiment social et à sa mère l’éducation culturelle et sociale.
En 1944, Théo Lefèvre se marie à Bruges avec Marie José Bilieart (1918-1998). Ils donnent naissance à trois enfants : Marie Caroline en 1946, Étienne en 1949 et Pascale en 1959 .

### Enfance et parcours scolaire
Durant la Première Guerre mondiale, Théo tombe malade. Le diagnostic des médecins ne lui laisse que quelques mois à vivre. Il est alors envoyé à la campagne au couvant des Chanoinesses de Saint Augustin. Il a 4 ans et demi. Il finit par guérir et c’est dans ce couvent qu’il reçoit les bases spirituelles qu’il garde tout au long de sa vie .
À la suite de la mort de son père en 1921, Théo part s’installer avec sa mère et ses frères à Hillegem. Il est envoyé au pensionnat Saint-Joseph d’Alost de 1926 à 1928. Son comportement et ses mauvais résultats scolaires amènent ses professeurs à lui conseiller de changer d’école. En 1928, il retourne à Gand avec sa famille. Il y continue ses études au Collège Saint Liévain. Il finit sa rhétorique le 30 juin 1932 et à la suite de cela il demande à sa mère de l’envoyer en Hollande, à La Haye, pour y améliorer son néerlandais. Ensuite, il part faire ses études universitaires. Il choisit d’étudier le droit à l’université de Gand. En 1937, Théo devient docteur en droit.
Durant ses études universitaires Théo s’inscrit à la Gé catholique qui est un mouvement rassemblant beaucoup de francophones. Il veut flamandiser ce mouvement mais il n’y parvient pas. Il va alors militer au sein d’organisations socio-culturelles dont la Katholieke Vlaamse studentenvereniging qu’il préside de 1933 à 1936. Il milite également au sein de mouvements de jeunesse politiques dont le Jeudgfront de 1937 à 1945.
Après ses études de droit, Théo devient avocat et travaille comme secrétaire de la Christian Employers Organization en Flandre Orientale.

### Débuts professionnels
En 1940, Théo débute comme avocat à la Cour d’appel de sa ville natale. A cette même époque débute la Seconde Guerre mondiale. Durant cette dernière il écrit parfois des petits articles dans la couverture du journal clandestin « Vrij », il participe au mouvement national royaliste et il s’engage dans la résistance armée.
Pendant la guerre, Théo est également membre du groupe dirigé par Tony Herbert. Ce groupe se nomme « groupe de Courtrai ». Il y a rencontré Albert De Clerck, Jos De Saeger, Renaat Van Elslande, Michiel et Robert Vandekerckhove.

### Carrière politique
Après la fin de la Seconde Guerre mondiale, Théo Lefèvre fonde avec de Clerck, de Saegher, van Eslande et Breyne le groupe « het Westen ». Le but de ce groupe est de réorganiser le Parti catholique et de rénover sa doctrine.
En août 1945, il participe au Congrès de fondation du Parti social-chrétien (PSC-CVP).
En 1946, il devient représentant CVP de l’arrondissement Gand-Eeklo.
Théo est en faveur du retour du Roi Léopold III lors de la question royale. Lorsque le Roi revient en Belgique, Théo lui rend visite pour lui demander de ne pas abdiquer. Cependant, dans la nuit du 31 juillet au 1er août 1950, le Roi fait publier un communiqué où il demande au Parlement de voter la loi qui autorise la passation du pouvoir à son fils Baudoin. Le PSC est surpris et comme personne n’ose défendre cette transmission de pouvoir, on demande à Théo Lefèvre de la défendre devant l’Assemblée. En septembre 1950, à la suite de la question royale il est choisi comme président du Parti PSC-CVP contre Van Hemelrijk à la majorité des deux tiers. Il reste à la tête de ce gouvernement plus de 10 ans, jusqu’en mai 1961.
Durant sa carrière politique, Théo Lefèvre porte également un intérêt envers la politique étrangère et il va se concentrer sur l’Europe. Il se construit une carrière internationale en étant membre de diverses organisations. En 1950, il est membre de l’Assemblée parlementaire du Conseil de l’Europe. Durant les années 1950, il rencontre Jean Monnet et fonde le Mouvement européen. Il est aussi président de l’Union internationale des démocrates chrétiens. En 1952, il devient membre de la haute autorité de la Communauté européenne du charbon et de l’acier (CECA). Enfin, il devient membre de l’Assemblée parlementaire de l’Union de l’Europe occidentale en 1954. A la même époque, il devient membre du Comité national pour la liberté et la démocratie.
En plus de son intérêt pour l’Europe, Théo Lefèvre s’intéresse aussi à l’Amérique latine. Le pays qui attire le plus son attention est le Chili et il va avoir une amitié avec le président de l’époque, Eduardo Frei.
Le 28 décembre 1958, il devient ministre d’Etat sous Gaston Eyskens. Il joue un rôle dans la bataille scolaire car il a résisté contre la politique scolaire du gouvernement Achille van Acker. Toutefois, il participe à l’élaboration du Pacte scolaire en 1958.
En tant que président du PSC, Théo Lefèvre est attendu à Laeken par le Roi car ce dernier lui demande de devenir formateur du gouvernement à venir. Théo accepte et après la fin du gouvernement Eyskens, le 25 avril 1961, Théo Lefèvre devient premier ministre du gouvernement Lefèvre-Spaak jusqu’au 28 juillet 1965. Son gouvernement est composé d’une majorité sociale-chrétienne socialiste. Ce dernier est appelé le « Gouvernement du bélier » car les opposants vont s’attaquer aux différentes réformes que ce gouvernement a introduit dans plusieurs domaines. Parmi ces dernières, on retrouve la loi sur l’expansion universitaire, la réforme d’assurance maladie invalidité, la réforme fiscale, les lois linguistiques sur l’administration et l’éducation ou encore l’établissement de la frontière linguistique. En 1965, le gouvernement Lefèvre a également lancé une procédure de révision de la Constitution.
En ce qui concerne la réforme fiscale, Théo veut instaurer un système pour limiter la fraude et pour que la fortune mobilière soit taxée aussi fortement que les revenus de travail. Mais son but n'est pas atteint et sa réforme est fortement critiquée car elle n’a pas rapporté les revenus supplémentaires et elle a encouragé l’inflation. De même, les autres réformes qu’il a instaurées coûtaient également beaucoup d’argent.
À la suite des problèmes des communautés, les problèmes linguistiques et la guerre des 6 communes proches de l’arrondissement de Bruxelles-Capitale, Paul-Henri Spaak demande à Théo Lefèvre de présenter sa démission. Théo se rend démissionnaire chez le Roi mais celui-ci refuse qu'il démissionne. Il lui demande de reprendre en main sa majorité et Théo finit par trouver un compromis : accorder des facilités aux 6 communes.
De 1968 à 1971, il est ministre sans portefeuille chargé de la politique scientifique et en 1972 il est secrétaire d'État (nl) à la politique scientifique.
En 1971, il quitte la Chambre des représentants pour siéger au Sénat comme élu de l’arrondissement Gand-Eekloo.
De 1971 à 1973, il est membre du Conseil de l’administration de l’université catholique de Louvain (KU Leuven) et il devient président de l’université en 1973. Durant la même période, il devient membre du Conseil de la culture pour la Communauté flamande.
Au long de sa carrière il est également membre du Comité de rédaction du journal « De Nieuwe Standaard » et administrateur de la banque Bruxelles-Lambert.

## Résumé de sa carrière politique
| Fin 2e guerre mondiale | Fondation « het Westen » |
| 1945                   | Participation au Congrès de fondation du PSC-CVP                                                                                       |
| 1946                   | Représentant de l'arrondissement Gand-Eeklo                                                                                            |
| 1950                   | - Président du Parti PSC - Membre de l’Assemblée parlementaire du Conseil de l’Europe - Création du mouvement européen                 |
| 1952                   | Membre de la haute autorité de la CECA                                                                                                 |
| 1954                   | - Membre de l’assemblée parlementaire de l’Union de l’Europe occidentale - Membre du Comité national de la liberté et de la démocratie |
| 1958                   | Ministre d'État |
| 1961-1965              | Premier ministre du gouvernement Lefèvre-Spaak                                                                                         |
| 1968-1971              | Ministre sans portefeuille chargé de la politique scientifique                                                                         |
| 1971                   | Membre au Sénat |
| 1971-1973              | Membre du Conseil administratif de la KUL et président                                                                                 |

## Publications
- 1964 :  De Europese politieke integratie[8].
- 1964 : L’assurance maladie-invalidité et le corps médical[8].
- 1968 : L’Europe et la politique scientifique et technologique[8].
- 1968 : Travaillisme ? De toekomst der arbeiderbewegingen in België, 1968[8].
- 1968 : Le problème belge : la minorité francophone en Flandre, 1968[8].
- 1968 : De psychologie van de Franstalige in Nederland : de actergrond van de taalstrijd, 1968[8].
- 1970 : La science d’aujourd’hui pour la société de demain, 1970[8].
- 1971 : La politique scientifique en Belgique : chroniques, 1971[8].

## Honneurs
- Grand-croix de l'ordre de la Couronne[9];
- Médaille commémorative de 1940;
- Médaille de la résistance[2].